# ダールグレン砲

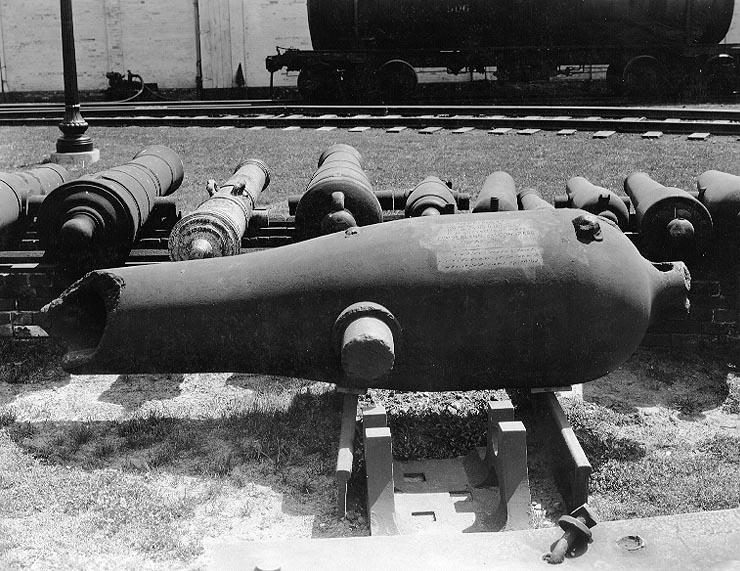
USSメリマックのダールグレン砲。1861年

ダールグレン砲（ダールグレンほう、Dahlgren gun）とは、南北戦争前後に北部の海軍が使用した滑腔砲及びライフル砲の一種。表記はダルグレン砲とも。滑腔砲についてはダールグレン式滑腔砲とも言われる。
鋳造時に一体成型されたのはごく原始的な大砲だけであって、19世紀の大砲は発射に耐えるための強度と可能な限りの軽さを実現するため、多様な形状の金属製部品を組み合わせて作られた。

## 概要
アメリカ海軍の火器開発部の長、ジョン・A・ダールグレンは黒色火薬への着火時の砲尾において爆発の力が最大で、一方、砲弾が砲口近くにある時は掛かる力が最小であることを認識していた。そこで彼は砲尾が非常に太く、砲口が細く、滑らかな外形をした大砲を開発した。これはより先進的な型の大砲に較べて安価であった。ダールグレン砲は、ビール瓶に似た形状から “bottle cannon” と綽名された。またダールグレンの名にちなんで呼ばれることもあった。

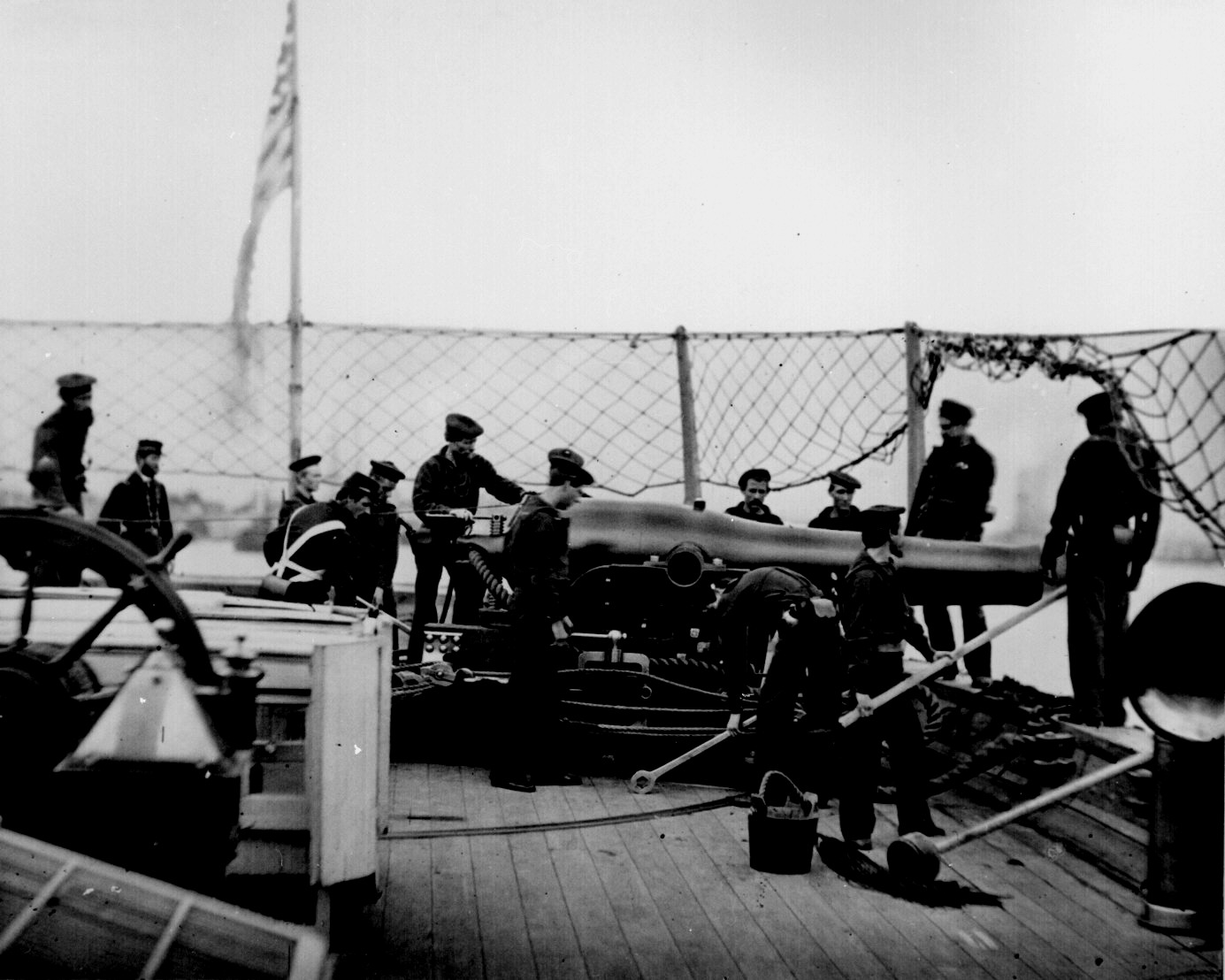
1864年、訓練航海中の合衆国海軍砲艦でダールグレン砲を操作する砲手

しかしながら彼の設計思想は他の海軍関係者には受け容れられなかった。大砲の装填方式が前装式から後装式へ転換したことと冶金技術の発展による積層砲の出現は、20世紀になる前に彼の設計を時代遅れなものとした。
彼の設計の欠点は、砲尾の hoisting-knob が小さい（壊れやすい）ことと、大砲にとって不可欠である照準角の設定機構を欠いていたことである。これらの不備はロッドマン砲の開発によって改善が試みられた。